# Karl Theodor av Bayern

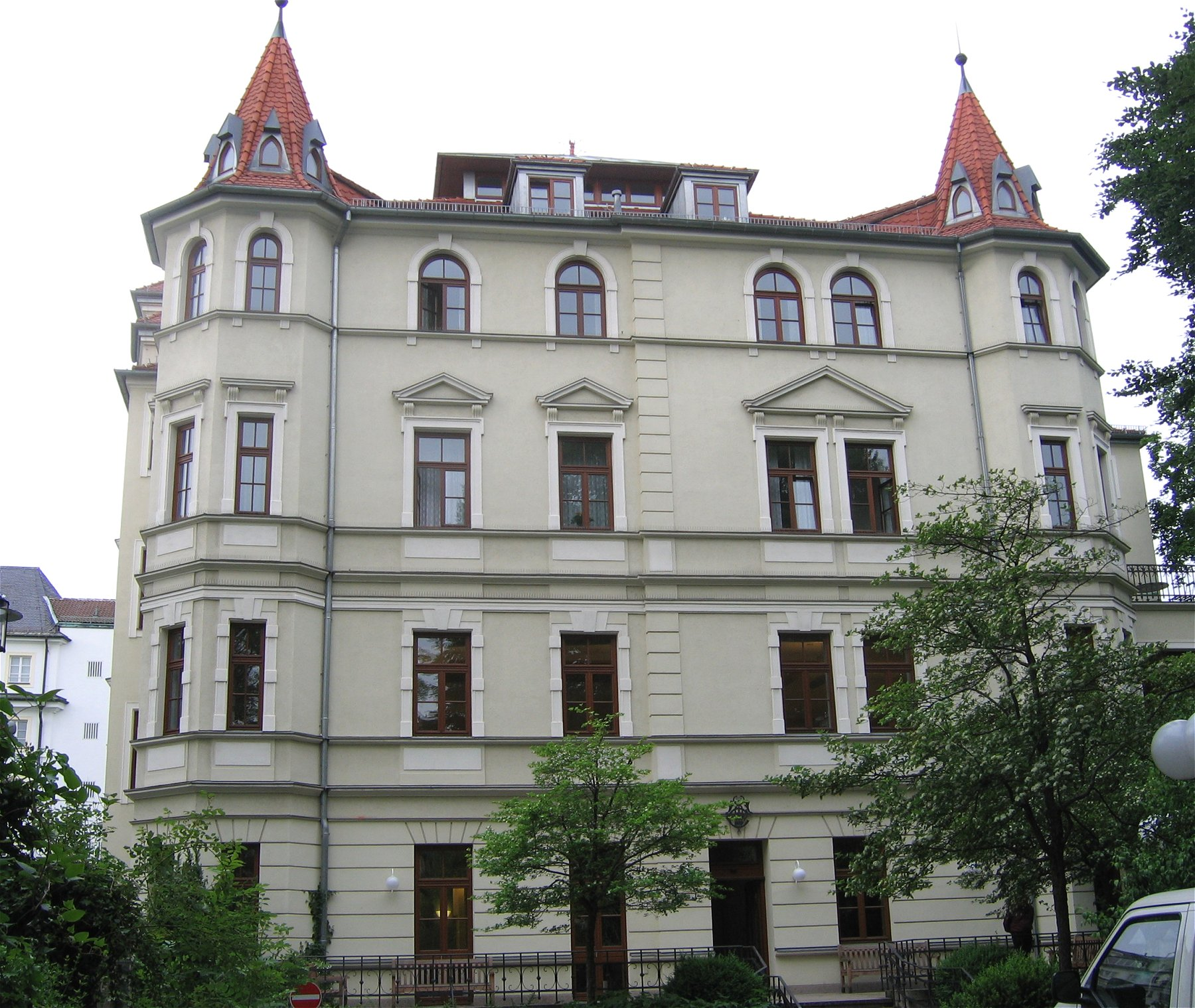
Huset som inrymde Hertig Karl Theodors ögonklinik i München, fotograferat 2008

Karl Theodor i Bayern, född 9 augusti 1839 i Possenhofen, död 29 november 1909 vid badorten Kreuth, var hertig i Bayern och berömd ögonläkare, med egen praktik i München.

## Biografi
Karl Theodor ägnade sig efter sin första gemåls död 1869 åt naturvetenskapliga, särskilt medicinska, studier, undergick 1873 den för läkaryrkets utövning föreskrivna approbationen, efter att året förut ha blivit medicine hedersdoktor, och öppnade 1879 en ögonklinik i Tegernsee. År 1884 inrättade han ytterligare en klinik, i Meran, och 1890 en tredje, i München, till vilken senare han under sitt livs sista år måste inskränka sig. 
Karl Theodor författade flera vetenskapliga uppsatser under början av sin läkarverksamhet, men upptogs sedermera helt av sin praktik, i vilken hans andra gemål var honom behjälplig som assistent. Han var en av Tysklands mest anlitade och skickliga oftalmologer; bland annat utförde han bortåt 6 000 starroperationer.

## Släktförhållanden
Karl Theodor i Bayern var son till hertig Maximilian i Bayern och prinsessan Ludovika av Bayern, och bror till kejsarinnan Elisabeth av Österrike-Ungern.

### Äktenskap
Karl Theodor gifte sig 11 februari 1865 med sin kusin, prinsessan Sophie av Sachsen (1845–1867), dotter till kung Johan I av Sachsen och Karl Theodors moster Amalia Augusta av Bayern.
Efter Sophies död gifte han sig 29 april 1874 med Maria Josefa, infanta av Portugal (1857–1943), dotter till kung Mikael I av Portugal och Adelheid av Löwenstein-Wertheim-Rosenberg.

### Barn
med Sophie av Sachsen:
- hertiginnan Amalia Maria (1865–1912), gift med kung Mindaugas II av Litauen (född Wilhelm Karl Florestan Gero Crescentius, hertig av Urach och greve av Württemberg)

med Maria Josefa, infanta av Portugal: 
- hertiginnan Sophie (1875–1957), gift med greve Hans Veit zu Törring-Jettenbach
- hertiginnan Elisabeth av Bayern (1876–1965), gift med kung Albert I av Belgien
- hertiginnan Marie Gabriella (1878–1912), gift med kronprins Rupprecht av Bayern
- hertig Ludwig Wilhelm i Bayern (1884–1968), gift med Eleonore zu Sayn-Wittgenstein-Berleburg
- hertig Frans Joseph (1888–1912)